# Alopecosa huabanna
Alopecosa huabanna es una especie de araña lobo encontrada en Mongolia Interior en la República Popular China. La hembra tiene una longitud (excluyendo las patas) de unos 10 mm, siendo el macho más pequeño en torno a los 8 mm. Ambos sexos son generalmente de color marrón oscuro con una banda longitudinal amarilla a lo largo de la parte posterior del cefalotórax y el abdomen, que distintivamente tiene 4 ramas emparejadas hacia la parte posterior del abdomen. El macho tiene patas mucho más peludas que la hembra.
Es similar a la Alopecosa ovalis y a varias otras especies.